# Мванаваса, Морин

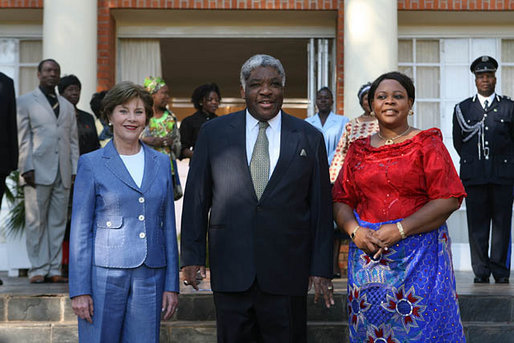
Первая леди Морин Мванаваса с мужем, президентом Леви Мванаваса, и первая леди США Лора Буш в июне 2007 года.

Морин Мванаваса (англ. Maureen Mwanawasa; 28 апреля 1963, Кабве — 13 августа 2024, Лусака) — замбийский политик и бывшая первая леди Замбии с 2002 по 2008 год. Вдова бывшего президента Леви Мванавасы, скончавшегося при исполнении служебных обязанностей в 2008 году.

## Биография
В прошлом была президентом Организации первых леди Африки против ВИЧ/СПИДа и основательницей Общественной инициативы Морин Мванаваса (Maureen Mwanawasa Community Initiative, MMCI) в 2002 году. Она также была совладелицей юридической фирмы своего мужа Mwanawasa & Company, пока он не занялся политикой и не оставил частную практику. В 2006 году она была награждена премией International Hope Award от World Vision.
Мванаваса была Свидетельницей Иеговы, но в 2001 году была отлучена от церкви за активное участие в политике. В настоящее время она христианка-баптистка.

## Политическая карьера
Ещё в 2006 году Мванаваса рассматривалась как потенциальная кандидатка в президенты страны, но после смерти мужа она не подала заявку в качестве потенциального кандидата от партии своего мужа на выборах. Однако она внезапно разругалась с Майклом Сата из Патриотического фронта, когда он пришёл отдать ей дань уважения на похоронах её мужа, в результате чего Сата был вынужден покинуть помещение.
В мае 2016 года Мванаваса выдвинула свою кандидатуру на пост исполнительного мэра Лусаки при спонсорской поддержке Объединенной партии национального развития (UPND) на всеобщих выборах 2016 года, состоявшихся 11 августа 2016 года. Мванаваса, подавшая документы о выдвижении кандидатов 30 мая 2016 года, получила одобрение бывшего президента и вице-президента Гая Скотта, а также бывших депутатов Сильвии Масебо и Обвиуса Мвалитеты. Она пообещала обуздать вспышки холеры в городе и нехватку воды в случае своего избрания. Мванаваса также пообещала решить хронические проблемы города с мусором.
Мванаваса заняла второе место на выборах мэра Лусаки 11 августа, проиграв кандидату от Патриотического фронта (ПФ) Уилсону Калумбе. Калумба выиграл выборы, набрав 270 161 голос, а Мванаваса заняла второе место с 150 807 голосами.

## Личная жизнь и смерть
Морин Мванаваса — мать замбийского юриста и предпринимателя Чипокоты Мванавасы.
Умерла от непродолжительной болезни в больнице Лусаки 13 августа 2024 года в возрасте 61 года.